# Ретамосо
Ретамосо (ісп. Retamoso) — муніципалітет в Іспанії, у складі автономної спільноти Кастилія-Ла-Манча, у провінції Толедо. Населення — 126 осіб (2010).
Муніципалітет розташований на відстані близько 120 км на південний захід від Мадрида, 65 км на захід від Толедо.

## Демографія
Динаміка населення (INE ):

## Галерея зображень

Розташування муніципалітету у провінції Толедо